# Santa Maria Madalena (Alcobertas)

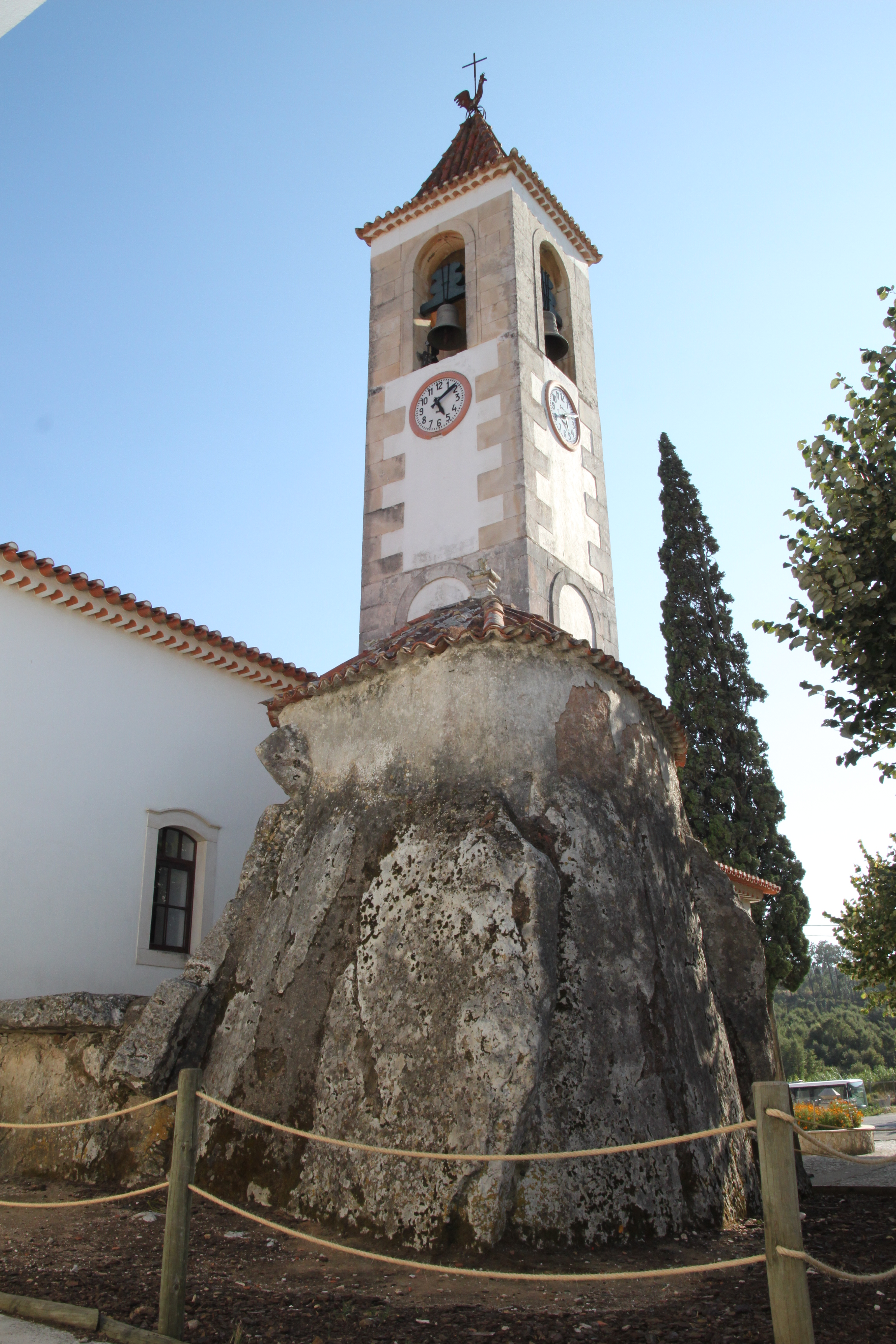
Santa Maria Madalena

Die Megalithkapelle Santa Maria Madalena in Alcobertas, bei Rio Maior ist ein christianisiertes Megalithmonument im Westen von Portugal. Die Anta stammt aus der Jungsteinzeit (etwa 3.000 v. Chr.), und wurde im 17. Jahrhundert mit der Barockkirche des 2000 Einwohner zählenden Dorfes verbunden. Die Megalithkapelle in Alcobertas zählt zu den 10 größten der Iberischen Halbinsel. In Portugal existieren noch zwei weitere Kapellen dieser spezifischen Art: in Pavia die Kapellen São Dionisio und São Brissos. 
Der Kontrast zwischen dem weißen Barockbau mit den hier typischen blauen Azulejos (Wandkacheln) und dem braunen Jahrtausende alten Dolmen könnte nicht größer sein. Die Anta besteht aus acht Tragsteinen aus Kalkstein, auf denen einst ein gewaltiger (später zerbrochener) Monolith als Deckstein ruhte. Heute ist die obere Partie aufgemauert und ein Dach aus den gleichen roten Dachpfannen, wie die der Kirche, bedeckt das äußere halbrunde Mauerwerk der Seitenkapelle. Der Zugang ist aus zwei Stützpfeilern mit kachelverziertem Stützbogen (aus dem 17. Jahrhundert) und einem Dachstein geformt. Im oberen Teil befindet sich eine Darstellung der heiligen Magdalena beim Gebet. Der einfache Altar lehnt an einem der Stützpfeiler, auf dem eine Terrakottafigur der Heiligen Ana steht. Neben diesem befindet sich noch ein Altar aus dem 17. Jahrhundert mit einem Bild der Heiligen Magdalena.